# Johannes Christoffel Jan Mastenbroek
Johannes Christoffel Jan Mastenbroek (* 5. Juli 1902 in Dordrecht; † 23. Mai 1978 in Enschede) war ein niederländischer Fußballtrainer und Sportdirektor.
Mastenbroek war einer der ersten Trainer der indonesischen Nationalmannschaft (zu Zeiten von Niederländisch-Indien, als das Land eine niederländische Kolonie war). 1938, während Mastenbroek Trainer war, war Niederländisch-Indien das erste asiatische Land, dessen Mannschaft an der Weltmeisterschaft teilnahm. Die Nationalmannschaft schied bereits in der ersten Runde, dem Achtelfinale, mit 0:6 gegen Ungarn aus.
Mastenbroek war Vorsitzender des Niederländischen Ostindischen Fußballverbandes und Vizepräsident des Niederländischen Ostindischen Olympischen Komitees.